# Csebulai járás
A Csebulai járás (oroszul: Чебулинский район) Oroszország egyik járása a Kemerovói területen. Székhelye Verh-Csebula.

## Népesség
- 1989-ben 17 723 lakosa volt.
- 2002-ben 17 971 lakosa volt.
- 2010-ben 16 348 lakosa volt, melynek 95,7%-a orosz, 1,6%-a német, 0,7%-a tatár, 0,4%-a ukrán, 0,3%-a csuvas, 0,2%-a fehérorosz stb.